# بنكسية مسننة قصيرة
بنكسية مسننة قصيرة (الاسم العلمي: Banksia brevidentata) هي نوع نباتي يتبع جنس البنكسية من فصيلة البروطية.